# NGC 784
NGC 784 je spirální galaxie s příčkou v souhvězdí Trojúhelníku. Její zdánlivá jasnost je 11,5m a úhlová velikost 6,60′ × 1,6′. Je vzdálená 14 milionů světelných let.  Leží uvnitř Místní nadkupy galaxií. Průměr galaxie je 20 000 světelných let. Galaxii objevil 20. září 1865 Heinrich Louis d’Arrest.

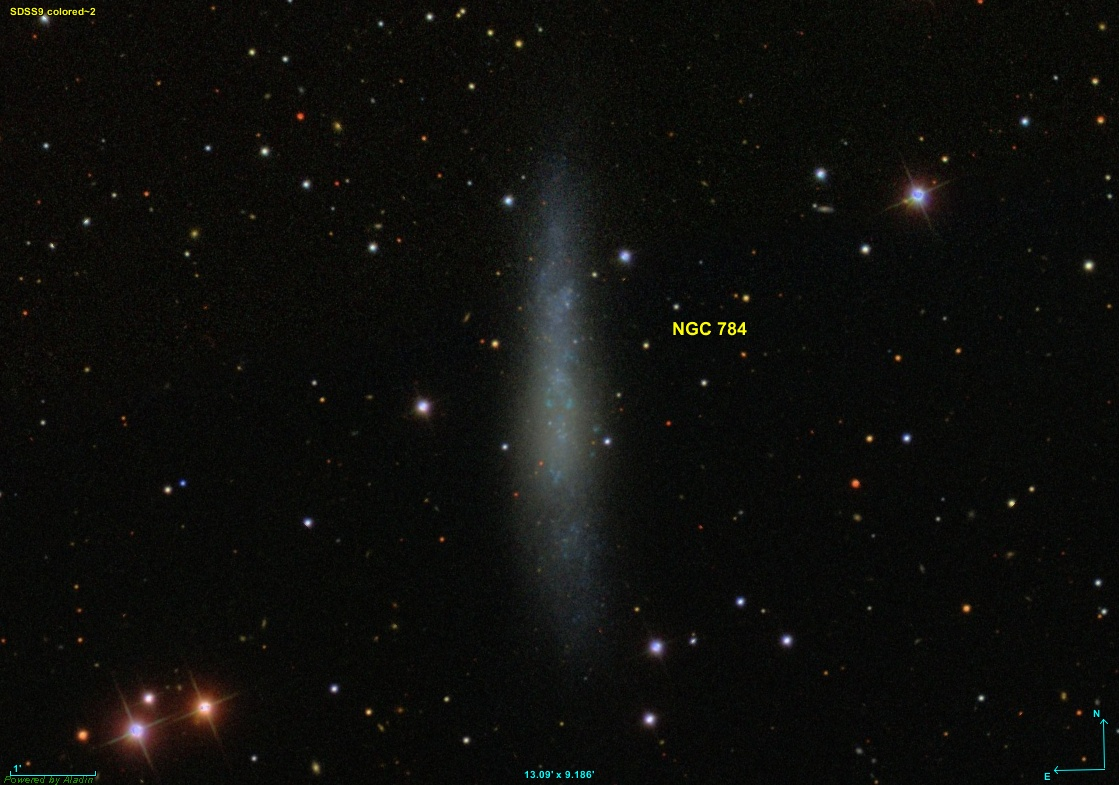
NGC 784